# Martín Carrera
Martín Carrera Sabat (Puebla, Puebla, 20 de diciembre de 1806 - Ciudad de México, 22 de abril de 1871) fue un político y militar mexicano, general de división y el vigésimo segundo Presidente de México –en calidad de interino–, durante 29 días, en 1855.

## Primeros años y formación
Militó en las filas del ejército español. Incorporado al ejército virreinal desde los 9 años de edad, a los 12: ya era militar de grado. Se adhirió al Plan de Iguala y participó en la represión a los sublevados de La Acordada en San Luis Potosí. Al independizarse México ocupó diversos cargos militares dentro del gobierno naciente.
En 1829, el presidente Vicente Guerrero lo ascendió a teniente coronel de la Plana Mayor Facultativa. En 1831, fue nombrado comandante militar de La Ciudadela.
En 1831, publicó un manual militar: Uso y prácticas de maniobra de artillería ligera de montaña.
Fue ascendido a coronel en 1833 especializado en artillería. Después, en 1840, otra vez ascendido a general brigadier y se le impuso la Medalla Cruz de Honor Militar.

## Carrera política
En 1842, formó parte de la Junta Militar que formó las bases legislativas constitucionales. Conservador en la política, fue miembro de la Junta Nacional Legislativa de 1843, en 1844 fue elegido senador de la República por un período que era de dos años, y al terminar éstos fue reelecto para otro periodo. Combatió en la invasión estadounidense a México, el nueve de agosto de 1847 fue nombrado director general de Artillería. Participó en la Batalla del Molino del Rey. Llegó a general de división en 1853. 
Fue gobernador del Distrito Federal de 1853 a 1855, periodo en el cual la Revolución de Ayutla destituyó de la presidencia a Antonio López de Santa Anna. Este último, durante su último periodo había mantenido una tenaz y continua oposición a los liberales, quienes en un poco más de un año no cejaron en su empeño de expulsarlo del poder hasta lograrlo, provocando su apresurada salida y huida del país.
Ante esta situación Rómulo Díaz de la Vega como comandante militar de la plaza de la Ciudad de México, actuó según su conveniencia, se adhirió al plan de los revolucionarios y designó una junta que nombrara presidente interino; pero, para su mala fortuna, la suerte no le favoreció y el poder recayó en el general Martín Carrera, quien, contrario a lo esperado, se mostró conciliador y prudente en su breve gestión presidencial como conservador.

## Presidencia (1855)

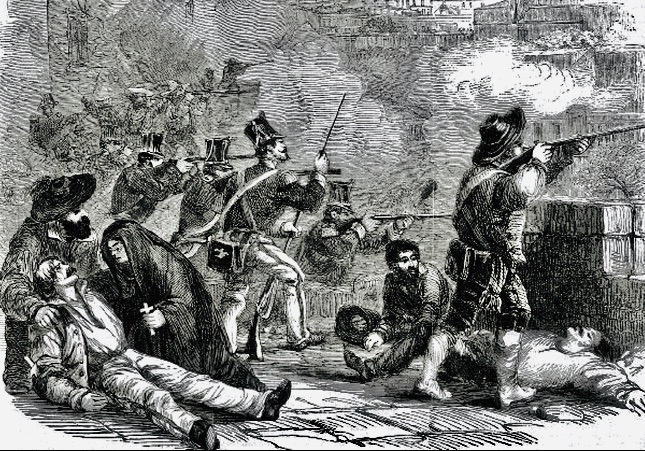
Batalla durante la Revolución de Ayutla.

Aunque resultó electo por la junta revolucionaria, el general Carrera no tenía intereses políticos; y durante el corto tiempo que ocupó la presidencia, las acciones más destacables de su gobierno fueron el separar los mandos político y militar, y permitir la libertad de imprenta.
Trató de conciliar los intereses de los conservadores que aún no se reponían de la huida de Antonio López de Santa Anna y de los triunfantes liberales que estaban en las afueras de la capital, pero ambas facciones se negaron al diálogo; y aunque se le respetó su elección proveniente de la guarnición militar, desconocieron su autoridad como presidente. Decepcionado, renunció al cargo y se retiró a la vida privada.

## Muerte y lugar de entierro
Falleció el 22 de abril de 1871, ya en su casa como civil, y sus restos fueron trasladados al Panteón de San Fernando en México, D. F., donde se encuentra un monumento en cuya placa dice: 

"El Sor. General de División, don Martín Carrera, abril 22 de 1871. R.I.P."